# Liste des ambassadeurs de Russie et d'Union soviétique en France
Listes des ambassadeurs de l'Empire russe, de l'Union soviétique et de la fédération de Russie en France.

## Tsarat de Russie
Une mission diplomatique permanente est créée à Paris en 1702. Les relations diplomatiques sont établies le 5 août 1717.
- Baron Hans Christopher Schleinitz, 1717-1720 (envoyé)
- Comte Platon Moussin-Pouchkine (ru), 1720 (chargé de mission)
- Prince Vassili Loukitch Dolgoroukov, 1720-1721 (envoyé)

## Empire russe
- Prince Vassili Loukitch Dolgoroukov, 1721-1722 (envoyé)
- Prince Alexandre Borissovitch Kourakine, 1722-1724
- Prince Boris Ivanovitch Kourakine, 1724-1727
- Prince Alexandre Borissovitch Kourakine, 1727-1728
- Comte Alexandre Gavrilovitch Golovkin (ru), 1728-1731 (chef de mission jusqu'en 1729, puis envoyé)
- Comte Ernst de Munnich, 1731-1733 (chargé d'affaires)

Relations diplomatiques interrompues.
- Prince Antioche Cantemir, 1738-1744
- Alexei Gross (ru), 1744-1748 (chargé d'affaires jusqu'en 1745, puis envoyé)
- Fedor Bekhteev (ru), 1756-1757 (chargé d'affaires)
- Comte Mikhail Petrovich Bestuzhev-Ryumin (ru), 1756-1760
- Prince Dmitry Mikhailovich Golitsyn (ru), 1760 (dirige l'ambassade du décès de Bestuzhev-Ryumin jusqu'à l'arrivée de Tchernychev)
- Comte Pierre Tchernychev, 1760-1762
- Comte Sergei Saltykov, 1762 - août 1763
- Prince Dimitri Alexeïevitch Galitzine, 1762-1768
- Nikolai Konstantinovich Khotinskii 1769-1774
- Ivan Baryatinsky 1774-1784
- Johann Matthias von Simolin 1784-1792
- Stepan Kolychyov 1800-1801
- Arkady Markoff 1801-1803
- Pyotr Ubri 1803-1806
- Piotr Aleksandrovitch Tolstoï 1807-1808
- Prince Alexandre Kourakine, 1808-1812
- Charles André Pozzo di Borgo, 1814-1835 (envoyé, puis ambassadeur en 1821)
- Pavel Ivanovitch Medem (ru) (chargé), 1835
- Comte Piotr Petrovitch Pahlen, 1835-1851 (quitte Paris en 1841 et n'y reviendra plus ; les affaires sont assurées par Nikolaï Kisseleff)
- Nikolaï Kisseleff (ru) (en mission spéciale, puis envoyé), 1851-1854
- Comte Philip Ivanovitch Brunnow (ru) (représentant temporaire), 1856-1857
- Comte Paul Kisseleff, 1856-1862
- Baron Andreas Fedorovich von Budberg-Bönninghausen, 1862-1868
- Comte Ernest de Stackelberg, 1868-1870
- Comte Philip Ivanovitch Brunnow (ru), 1870 (non parti pour son affectation)
- Prince Nikolaï Alekseïevitch Orlov, 1871-1884
- Baron Arthur Pavlovitch de Mohrenheim, 8 février 1884 - 18 novembre 1897
- Prince Léon Ouroussoff, 19 novembre 1897 - 1904
- Alexandre Nelidov, 1904 - 5 septembre 1910
- Alexandre Petrovitch Izvolski, 1910 - 3 mars 1917
- Vassili Maklakov, nommé en 1917, avant la révolution bolchevique. Occupe le poste tant que la France ne reconnaît pas le gouvernement bolchevique.

## Union des républiques socialistes soviétiques (URSS)
Établissement de relations diplomatiques le 28 octobre 1924.
- Leonid Krassine, 14 novembre 1924 - 30 octobre 1925
- Alexandre Chliapnikov (chargé), 1925
- Christian Rakovsky, 30 octobre 1925 - 21 octobre 1927
- Valerian Dovgalevski (ru), 21 octobre 1927 - 14 juillet 1934
- Marcel Rosenberg (ru) (chargé), 1931-1934
- Vladimir Potemkine, 25 novembre 1934 - 4 avril 1937
- Jacob Surits (ru), 7 avril 1937 - 20 mars 1940
- Evgeny Hirschfeld (chargé), 1939
- Alexandre Bogomolov, 20 mars 1940 - 30 juin 1941

Rupture des relations diplomatiques le 30 juin 1941.

Rétablissement des relations diplomatiques avec le CFLN le 16 juin 1943.
- Alexandre Bogomolov, 25 août 1943 - 26 mars 1950
- Alekseï Pavlov (ru), 26 mars 1950 - juillet 1953
- Sergueï Vinogradov, 7 juillet 1953 - 18 mars 1965
- Valerian Zorine, 18 mars 1965 - 15 septembre 1971
- B. Oberemko (chargé) 1971
- Piotr Abrassimov (ru), 15 septembre 1971 - 9 avril 1973
- Stepan Tchervonenko, 28 avril 1973 - 19 janvier 1983
- Iouli Vorontsov, 19 janvier 1983 - 19 juin 1986
- Iakov Riabov (ru), 19 juin 1986 - 23 mai 1990
- Iouri Doubinine (ru), 1990 - 25 décembre 1991

## Fédération de Russie
- Iouri Ryjov (ru), 4 janvier 1992 - 18 décembre 1998
- Nikolaï Afanassiev, 18 décembre 1998 - 20 février 2002
- Alexandre Avdeïev, 21 février 2002 - 12 mai 2008
- Alexandre Orlov, 14 octobre 2008 - 23 octobre 2017
- Alexeï Mechkov, depuis le 23 octobre 2017

## Sources
Site Diplomate de l'Empire russe (en russe)